# Melrose Industries
Melrose Industries plc er en britisk investeringsvirksomhed, der opkøber, investerer i og sælger selskaber indenfor luftfartsindustri, metalindustri og bilindustri.
Melrose Industries blev etableret i 2003 af David Roper, Christopher Miller og Simon Peckham. Nuværende datterselskaber er Brush Turbogenerators, GKN og Nortek.